# Den hvide Dame
Den hvide Dame è un cortometraggio muto del 1913 diretto da Holger-Madsen, tratto da La dame blanche (1825), libretto di Eugène Scribe su musica di François-Adrien Boieldieu.

## Produzione
Il film fu prodotto dalla Nordisk Film Kompagni.

## Distribuzione
Il film - un cortometraggio in tre bobine - uscì nelle sale cinematografiche danesi il 10 novembre 1913 con il titolo originale Den hvide Dame. Negli Stati Uniti, dove fu presentato nel gennaio 1914 importato e distribuito dalla Great Northern Film Company, prese il nome The Ghost of the White Lady o The White Ghost.
In Germania, dove fu proiettato in prima alla Marmorhaus Lichtspiele l'11 dicembre 1913, il titolo venne tradotto letteralmente in Die weiße Dame (la dama bianca).